# Huey Long (Jazzmusiker)
Huey Long (* 25. April 1904 in Sealy, Texas; † 10. Juni 2009 in Houston) war ein US-amerikanischer Jazzmusiker (Gitarrist, Sänger, Arrangeur).
Nach verschiedenen Jobs im Bereich um Houston begann er seine musikalische Karriere 1925 mit der Frank Davis’ Louisiana Jazz Band, in der er Banjo spielte. Er nahm mit Lil Hardin Armstrong sowie mit Buster Bailey auf und spielte in Jesse Stones Chicago Orchestra. Auf Vermittlung von Fletcher Henderson arrangierte Long für Benny Goodman und spielte auch mit ihm, Gene Krupa, Lionel Hampton und Fats Navarro. Anschließend spielte der Gitarrist mit Art Tatum und Slam Stewart im Trio und arbeitete mit Sarah Vaughan, Charlie Parker und Dizzy Gillespie in der Band von Earl Hines. 1945 war er kurzzeitig Mitglied der Gesangsformation The Ink Spots. Später leitete er ein eigenes Trio, nahm mit Eddie Lockjaw Davis auf und arbeitete auch mit Nat King Cole, Lena Horne und B. B. King. In den 1950er Jahren war er zur Betreuung der US-Armee weltweit auf Tournee, bevor er als Gitarrenlehrer in New York City arbeitete. In den 1990er Jahren kehrte er nach Texas zurück.